# Srednji Dubovik (Bosanska Krupa)
Srednji Dubrovik falu Bosznia-Hercegovinában, a Bosznia-hercegovinai Föderáció Una-Szanai kantonjában, Bosanska Krupa községben.

## Fekvése
Bosznia-Hercegovina északnyugati részén, Bihácstól légvonalban 35, közúton 55 km-re keletre, Bosanska Krupa központjától légvonalban 12, közúton 20 km-re keletre fekvő dombos, erdős területen fekszik. A Vojskova és a Majkić Potok völgye közötti karsztfennsíkon található település. A falu a fennsík szélén és a patakvölgyek mentén elszórtan terül el. Három településrésze Drobnjaci Turski, Zbjeg (a Lisac-hegy alatt), és Majkića Potok. Fő vízforrásai a Korita, a Točak, a Bijeli Potok és a Jezero.

## Népessége
| Nemzetiségi csoport | Népesség 1991 | Népesség 2013 |
| ------------------- | ------------- | ------------- |
| Szerb               | 423           | 17            |
| Bosnyák             | 291           | 0             |
| Horvát              | 1             | 0             |
| Jugoszláv           | 1             | 0             |
| Egyéb               | 3             | 0             |
| Összesen            | 719           | 17            |

## Története
A település már a középkorban is létezett. A Klisina-dombon láthatók a török hódítás előtti templom alapjai. Alatta áll a mai templom. Malićbég ezt a részt Dubovik felosztásakor vagy hozományként kapta, de nem tudni, hogy az Alajbegović vagy a Krunić nemzetségbeli Malićbég volt-e. Az eltűnt településekre emlékeztetnek a Lalića Brdo, a Vulina Glavica és a Grandin Brijeg helynevek. A falu az 1788 és 1792 között dúló osztrák-orosz-török háborúban elnéptelenedett, de a háború után újratelepült. A Crkvina nevű helyen a 19. században ortodox fatemplom állt, mely az 1875-ös törökellenes felkelés során égett le.
A település 1878-ig tartozott az Oszmán Birodalomhoz, ekkor a berlini kongresszus határozata alapján az Osztrák-Magyar Monarchia része lett. A monarchia szétesésével 1918-ban előbb a Szerb-Horvát-Szlovén Királyság, majd 1929-től a Jugoszláv Királyság része. Az 1929-es törvény értelmében, amikor Bosznia-Hercegovinát négy banovinára, Drinskára, Vrbaskára, Zetskára és Primorskára osztották, a település a Vrbaska banovina része lett, amelynek székhelye Banja Luka volt. Jugoszlávia megszállása után a Független Horvát Állam (NDH) része lett. A második világháború után a szocialista Jugoszláviához tartozott. A daytoni békeszerződést követő területfelosztásnál Bosanska Krupa község részeként a Bosznia-Hercegovinai Föderáció területéhez került. A boszniai háború után területmegosztáskor a települést kettévágta a Bosznia-hercegovinai Föderáció és a Szerb Köztársaság között húzott határvonal, így annak egy része Krupa na Uni községhez került.